# 哈达湾街道
哈达湾街道，是中华人民共和国吉林省吉林市昌邑区下辖的一个乡镇级行政单位。

## 行政区划
哈达湾街道下辖以下地区：
水泥社区、西河社区、矿建社区、造纸厂宅社区、怡江社区和炭素厂宅社区。